# Новини з планети Марс
«Новини з планети Марс» (фр. Des nouvelles de la planète Mars) — франко-бельгійська кінокомедія 2016 року, поставлена режисером Домініком Моллем з бельгійським актором Франсуа Дам'єном у головній ролі. Прем'єра фільму відбулася 17 лютого 2016 року на 66-му Берлінському кінофестивалі, де він брав участь в позаконкурсній програмі.

## Сюжет
Комп'ютерний інженер Філіп Марс (Франсуа Дам'єн) завжди вважав себе розсудливою, врівноваженою людиною, турботливим чоловіком, батьком, братом, порядним співробітником. Однак його спокійне та розмірене життя раптово перетворюється на справжній хаос. З його рідними починають коїтися дивні речі: дружина перетворюється на нестерпну відьму, син схибнувся на вегетаріанстві, донька мріє про суперкар'єру, а сестра продає за шалені гроші картини з зображеннями голих батьків. До цього всього додається божевільний колега з роботи, який переїжджає у квартиру Філіпа через певні обставини…

## У ролях
| Франсуа Дам'єн | ···· | Філіп Марс   |
| Венсан Макень  | ···· | Жером        |
| Верле Батенс   | ···· | Хло          |
| Жанна Гітте    | ···· | Сара Марс    |
| Том Рівуар     | ···· | Грегуар Марс |
| Мішель Омон    | ···· | батько       |
| Катрін Самі    | ···· | мати         |
| Філіп Лоденбаш | ···· | старий сусід |
| Олівія Коте    | ···· | Фаб'єн Марс  |
| Леа Дрюкер     | ···· | Міріам       |